# Juan Antolínez de Burgos
Juan Antolínez de Burgos (Valladolid, 1561-íd., d. de 1644), historiador español.
Nació en el año del gran incendio de Valladolid. Poco se sabe sobre su vida; quizá fue hermano de Justino Antolínez de Burgos, provisor oficial y vicario general del arzobispado de Granada en 1594.
Estudió Derecho en la Universidad de Valladolid, donde obtuvo el grado de licenciado en Leyes. Ejerció de abogado en la Real Chancillería de Valladolid y en 1613 fue nombrado corregidor de la ciudad, cargo del que tomó posesión el 2 de enero de 1616.
Escribió la Historia de Valladolid que concluyó en 1644, a los ochenta y tres años de edad, obra que no llegó a ver publicada pero de la que se conservan numerosas copias manuscritas, algunas de ellas continuadas y anotadas por autores posteriores. Una de estas copias, magníficamente ilustrada, ampliada y refundida por Ventura Pérez en su Historia de la muy noble y muy leal ciudad de Valladolid: con los autores más clásicos que de ella han hecho mención hasta el año de 1760 y en adelante (1760); se conserva en la Biblioteca Nacional de Madrid en dos volúmenes manuscritos (BNE, Mss. 19.325-19.326), aún inéditos. 
El escrito describe y atiende a la historia extensamente de las iglesias, conventos, capillas, sepulturas, inscripciones y escudos de armas; refiere los hechos de que cada una ha sido testigo e incluso las anécdotas, cuentos de aparecidos, milagros y leyendas. También las efigies de santos y tradiciones piadosas y reliquias; informa de los personajes que han hecho fundaciones y con qué motivo. Trata  con mayor extensión de la Magdalena, donde el licenciado Lagasca, vencedor de la rebelión del Perú, dejó una fundación y su sepulcro; también se extiende bastante en la iglesia de Nuestra Señora de la Antigua y del magnífico convento de San Francisco. No trata apenas de los edificios públicos y particulares, aunque ocasionalmente se citan los palacios de los Almirantes de Castilla, de los Condestables, de los Ansúrez, de los Niños y de otros personajes ilustres.
Otro manuscrito de Antolínez perteneció a Rafael de Floranes, quien lo anotó copiosamente en los márgenes y aun añadió hojas y hasta pliegos enteros. Esta obra pasó a la biblioteca de los Duques de Osuna y de allí a la Nacional, con signatura Mss.10662. 
La obra de Juan Antolínez fue editada, cotejando tres de las copias manuscritas, con notas y correcciones, en el siglo xix por Juan Ortega Rubio (Valladolid: Imp. y Librería Nacional y Extranjera de Hijos de Rodríguez, 1887); modernamente se ha hecho una edición facsímil de la misma (Valladolid: Grupo Pinciano - Caja de Ahorros Provincial, 1989).